# Academia Albertina
La Academia Albertina de las Bellas Artes es una institución de educación superior en artes visuales en la ciudad de Turín, Italia, fundada en 1678.

## Historia
Su precursora data de la primera mitad del siglo XVII. En 1678, la academia fue fundada formalmente como la Academia de Pintores, Escultores y Arquitectos por María Juana Bautista de Saboya.
Fue restablecida bajo el nombre de Albertina en 1883 por Carlos Alberto de Cerdeña, quien hizo que el arquitecto Giuseppe Talucchi diseñara y realizara un nuevo edificio en el antiguo lugar del convento de la Iglesia de San Francisco de Paula. La academia atestiguó la transición de movimientos artísticos durante finales del siglo XIX y principios del siglo XX, del realismo al eclecticismo y el modernismo, en el trabajo de pintores como Antonio Fontanesi y Giacomo Grosso, así como escultores como Vincenzo Vela, Edoardo Rubino y Odoardo Tabacchi. Turín se convirtió en el centro líder de las artes visuales durante la mitad del siglo XX.
Su academia cuenta con una galería (la Pinacoteca), que fue fundada para servir en el entrenamiento de los estudiantes de la academia. Su colección incluye donaciones de Mossi di Morano, arzobispo de Casale Monferrato en 1828; y viñetas del siglo XVI de Gaudenzio Ferrari, donadas por Carlos Alberto de Cerdeña en 1832.